# وترتاون
وترتاون (ماساتشوستس) (بالإنجليزية: Watertown, Massachusetts)‏ هي مدينة تقع في الولايات المتحدة في مقاطعة ميدلسيكس (ماساشوستس). يقدر عدد سكانها بـ 31,915 نسمة ومساحتها 10.8 كم2 وترتفع عن سطح البحر 11 متر كماأنها قريبة من سد وترتاون.

## التركيبة السكانية
حدّد مكتب تعداد الولايات المتحدة بيانات التركيبة السكانية لوترتاون في تعداد الولايات المتحدة. في ما يلي، التركيبة السكانية حسب تعدادي 2000 و2010.

### تعداد عام 2000
بلغ عدد سكان وترتاون 32,986 نسمة بحسب تعداد عام 2000، وبلغ عدد الأسر 14,629 أسرة وعدد العائلات 7,325 عائلة مقيمة في المدينة. في حين سجلت الكثافة السكانية 3,088.6 نسمة لكل كيلومتر مربع (7,999.4/ميل2). وبلغ عدد الوحدات السكنية 15,008 وحدة بمتوسط كثافة قدره 1,405.2 لكل كيلومتر مربع (3,639.5/ميل2).
وتوزع التركيب العرقي للمدينة بنسبة 91.42% من البيض و1.73% من الأمريكيين الأفارقة و0.16% من الأمريكيين الأصليين و3.87% من الأمريكيين ذوي الأصول الآسيوية و0.02% من سكان جزر المحيط الهادئ و0.85% من الأعراق الأخرى و1.95% من عرقين مختلطين أو أكثر و2.68% من الهسبانيون أو اللاتينيون من أي عرق.
بلغ عدد الأسر 14,629 أسرة كانت نسبة 19% منها لديها أطفال تحت سن الثامنة عشر تعيش معهم، وبلغت نسبة الأزواج القاطنين مع بعضهم البعض 37.9% من أصل المجموع الكلي للأسر، ونسبة 8.7% من الأسر كان لديها معيلات من الإناث دون وجود شريك، بينما كانت نسبة 3.5% من الأسر لديها معيلون من الذكور دون وجود شريكة وكانت نسبة 49.9% من غير العائلات. تألفت نسبة 34.1% من أصل جميع الأسر من عدة أفراد يعيشون في نفس المنزل ونسبة 12.4% كانت تتألف من شخص يعيش بمفرده يبلغ من العمر 65 عاماً أو أكثر. وبلغ متوسط حجم الأسرة المعيشية 2.17، أما متوسط حجم العائلات فبلغ 2.86.
بلغ العمر الوسطي للسكان 36.7 عاماً. وكانت نسبة 14.1% من القاطنين تحت سن الثامنة عشر، وكانت نسبة 7.3% بين الثامنة عشر والرابعة والعشرين عاماً، ونسبة 39.4% كانت واقعةً في الفئة العمرية ما بين الخامسة والعشرين والرابعة والأربعين عاماً، ونسبة 19.8% كانت ما بين الخامسة والأربعين والرابعة والستين، ونسبة 15.6% كانت ضمن فئة الخامسة والستين عاماً فما فوق. يوجد لكل 100 أنثى 87.4 ذكر، ويوجد لكل 100 أنثى في الثامنة عشر من عمرها فما فوق 85.2 ذكر.
بلغ متوسط دخل الأسرة في المدينة 59,764 دولارًا، أما متوسط دخل العائلة فبلغ 67,441 دولارًا. وكان متوسط دخل الذكور 46,642 دولارًا مقابل 39,840 دولارًا للإناث. وسجل دخل الفرد الخاص بالمدينة 33,262 دولارًا. وكانت نسبة 4.5% من العائلات ونسبة 6.3% من السكان تحت خط الفقر، وكان من هؤلاء نسبة 9.1% تحت سن الثامنة عشر ونسبة 7.5% في الخامسة والستين من العمر وما فوق.

### تعداد عام 2010
بلغ عدد سكان وترتاون 31,915 نسمة بحسب تعداد عام 2010، وبلغ عدد الأسر 14,709 أسرة وعدد العائلات 7,412 عائلة مقيمة في المدينة. في حين سجلت الكثافة السكانية 2,988.3 نسمة لكل كيلومتر مربع (7,739.7/ميل2). وبلغ عدد الوحدات السكنية 15,584 وحدة بمتوسط كثافة قدره 1,459.2 لكل كيلومتر مربع (3,779.3/ميل2).
وتوزع التركيب العرقي للمدينة بنسبة 84.88% من البيض و2.98% من الأمريكيين الأفارقة و0.13% من الأمريكيين الأصليين و7.22% من الأمريكيين ذوي الأصول الآسيوية و0.04% من سكان جزر المحيط الهادئ و2.08% من الأعراق الأخرى و2.67% من عرقين مختلطين أو أكثر و5.29% من الهسبانيون أو اللاتينيون من أي عرق.
بلغ عدد الأسر 14,709 أسرة كانت نسبة 20.7% منها لديها أطفال تحت سن الثامنة عشر تعيش معهم، وبلغت نسبة الأزواج القاطنين مع بعضهم البعض 38.7% من أصل المجموع الكلي للأسر، ونسبة 8.3% من الأسر كان لديها معيلات من الإناث دون وجود شريك، بينما كانت نسبة 3.4% من الأسر لديها معيلون من الذكور دون وجود شريكة وكانت نسبة 49.6% من غير العائلات. تألفت نسبة 35.8% من أصل جميع الأسر من عدة أفراد يعيشون في نفس المنزل ونسبة 12.1% كانت تتألف من شخص يعيش بمفرده يبلغ من العمر 65 عاماً أو أكثر. وبلغ متوسط حجم الأسرة المعيشية 2.15، أما متوسط حجم العائلات فبلغ 2.87.
بلغ العمر الوسطي للسكان 38.3 عاماً. وكانت نسبة 15.5% من القاطنين تحت سن الثامنة عشر، وكانت نسبة 7% بين الثامنة عشر والرابعة والعشرين عاماً، ونسبة 36.9% كانت واقعةً في الفئة العمرية ما بين الخامسة والعشرين والرابعة والأربعين عاماً، ونسبة 25.6% كانت ما بين الخامسة والأربعين والرابعة والستين، ونسبة 15% كانت ضمن فئة الخامسة والستين عاماً فما فوق. وتوزع التركيب الجنسي للسكان بنسبة 46.9% ذكور و53.1% إناث.

## أعلام
- آلفين آدامز
- ريتشارد باكاليان
- إليزا دوشكو
- كارول وليامز
- جيروم ويزنر
- هارييت هوسمر
- جاكوب بيغيلو
- آر. تاكر أبوت
- توماس هاستينغز
- تشارلز دافنبورت